# 戸波村
戸波村（へわむら）は、高知県高岡郡にあった村。現在の土佐市の南西部にあたる。

## 地理
- 山岳：虚空蔵山
- 河川：波介川

## 歴史
- 1889年（明治22年）4月1日 - 町村制の施行により、家俊村・鷹ノ巣村・市野々村・永野村・積善寺村・宮ノ内村・鴨地村・戸波村・浅井村・太郎丸村の区域をもって発足。旧戸波村が大字本村、旧鴨地村が大字東鴨池・西鴨池となる。
- 1954年（昭和29年）3月31日 - 高岡町・高石村・蓮池村・北原村・波介村と合併し、改めて高岡町が発足。同日戸波村廃止。

### 道路
- 国道197号（現・国道56号）

現在は旧村域に高知自動車道の土佐パーキングエリアが所在するが、当時は未開通。